# Actinodendron
Genre
Actinodendron est un genre d'anémones de mer, de la famille des Actinodendronidae.

## Liste des genres
Selon World Register of Marine Species (6 février 2016) :
- Actinodendron alcyonoideum (Quoy & Gaimard, 1833) — Pacifique sud
- Actinodendron arboreum (Quoy & Gaimard, 1833) — Indo-Pacifique tropical (« anémone du feu de l'enfer »)
- Actinodendron glomeratum Haddon, 1898 — Indo-Pacifique central
- Actinodendron hansingorum Carlgren, 1900 — Océan Indien occidental
- Actinodendron plumosum Haddon, 1898 — Indo-Pacifique central

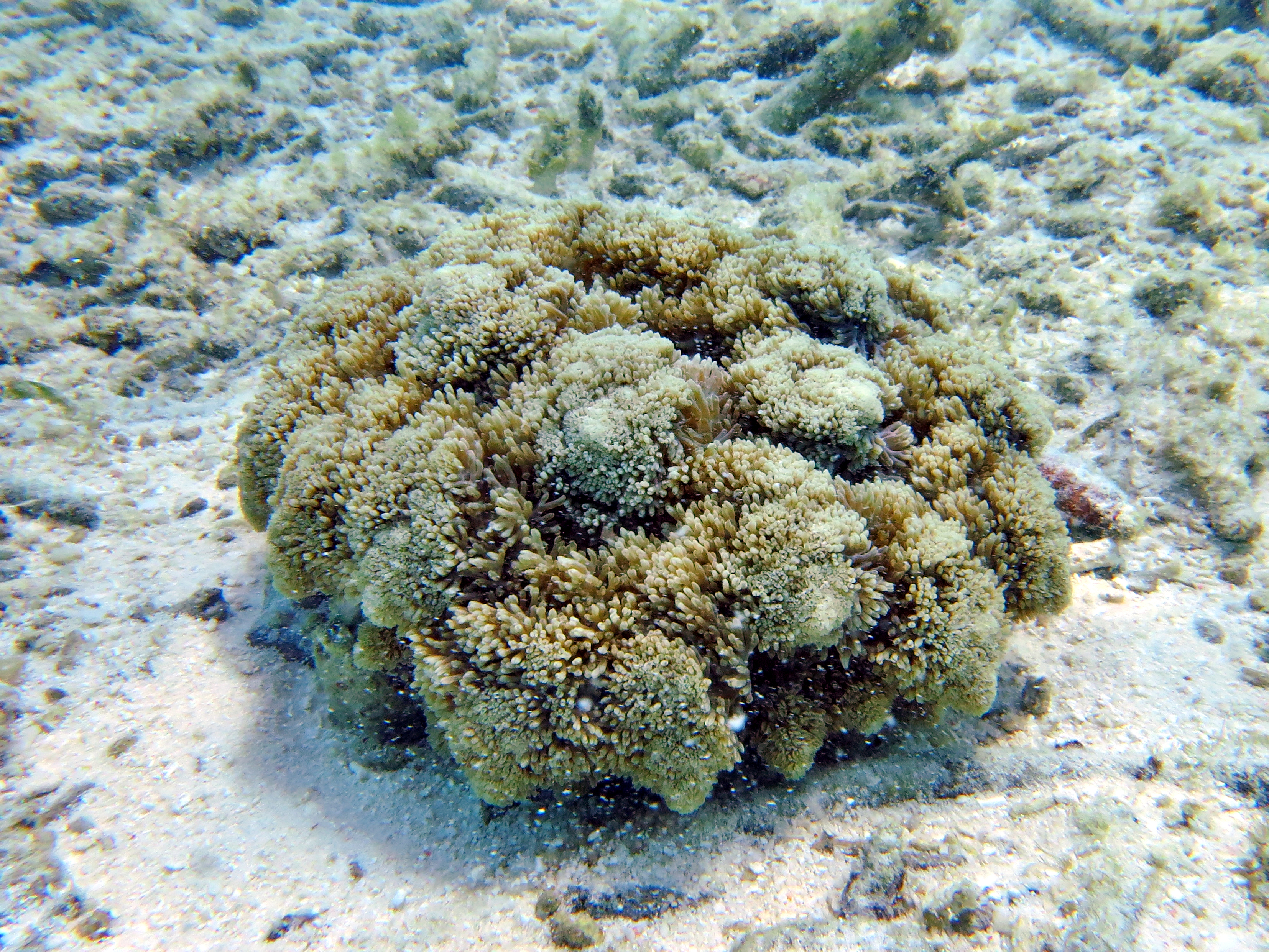
Actinodendron arboreum
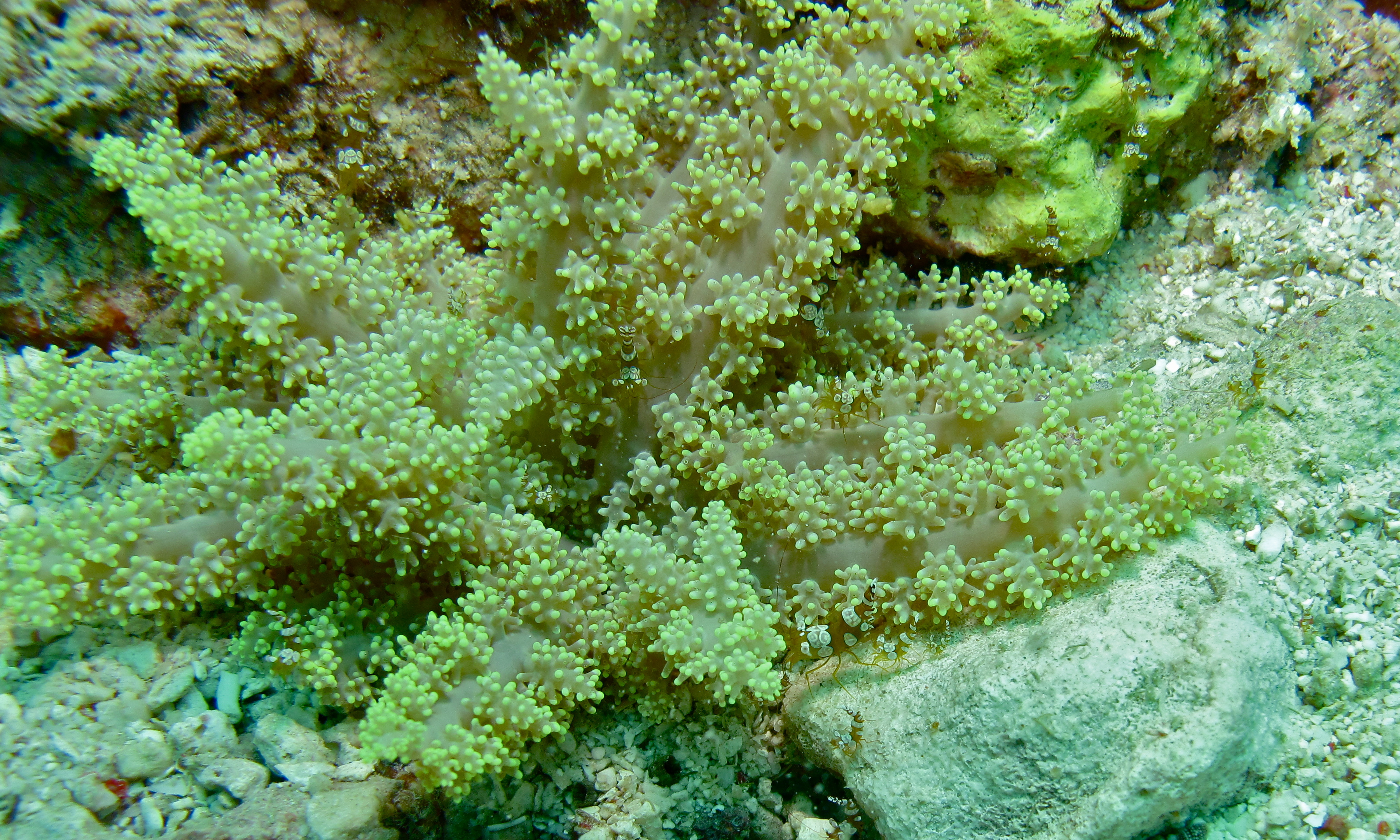
Actinodendron glomeratum